# Мадонуца (Палермо)
Мадонуца је насеље у Италији у округу Палермо, региону Сицилија.
Према процени из 2011. у насељу је живело 451 становника. Насеље се налази на надморској висини од 997 м.